# 三田市立上野台中学校
三田市立上野台中学校（さんだしりつうえのだいちゅうがっこう）は、兵庫県三田市にある公立中学校。通称は「上中」（うえちゅう）。

## 沿革
- 1947年 - 有馬郡高平村及び小野村組合立羽束（）中学校開校。
- 1975年 - 校区の見直しにより、三田市立羽束中学校を改称して三田市立上野台中学校開校。
- 1984年 - 路線バス開通に伴い、篠山町立篠山中学校に通学していた三田市立母子小学校区を校区に定める。
- 2001年2月27日 - 学校へ行こう!のコーナー「未成年の主張」で登場。

## 教育目標
- 夢や志をもち、心豊かでたくましく生き抜く生徒の育成

## 部活動
- 剣道部
- ソフトテニス部
- バスケットボール部
- 女子バレーボール部
- 吹奏楽部

## 通学区域・進学前小学校
- 三田市立高平小学校
- 三田市立志手原小学校
- 三田市立小野小学校
- 三田市立母子小学校

## 周辺の施設
- 三田市立志手原小学校
- 有馬富士公園
- 三田自動車学院

## 著名な出身者
- いときん（ET-KING）[1]

## 通学区域が隣接している学校
- 三田市立八景中学校
- 三田市立けやき台中学校
- 三田市立長坂中学校
- 丹波篠山市立今田中学校・丹波篠山市立丹南中学校から選択可能な区域
- 丹波篠山市立丹南中学校・丹波篠山市立篠山中学校から選択可能な区域
- 丹波篠山市立篠山中学校
- 丹波篠山市立篠山東中学校
- 猪名川町立清陵中学校
- 宝塚市立西谷中学校